# یوکرفلد
یوکرفلد (به آلمانی: Uckerfelde) یک شهر در آلمان است که در براندنبورگ واقع شده‌است.

## خصوصیات
یوکرفلد ۴۵٫۹۳ کیلومترمربع مساحت دارد ۷۸ متر بالاتر از سطح دریا واقع شده‌است.